# Сборная Вануату по нетболу
Сборная Вануату по нетболу представляет Вануату на международных соревнованиях по нетболу. Управляющим органом является Ассоциация нетбола Вануату (англ. Vanuatu Netball Association).
По состоянию на 25 июля 2024, сборная Вануату по нетболу занимает 48-е место в мировом рейтинге сборных по нетболу.

## Результаты выступлений

### Чемпионаты мира
| Год        | Место          | Игры           | Победы         | Ничьи          | Поражения      |
| ---------- | -------------- | -------------- | -------------- | -------------- | -------------- |
| 1963—1987  | не участвовали | не участвовали | не участвовали | не участвовали | не участвовали |
| 1991       | 20             | 11             | 0              | 0              | 10             |
| 1995       | не участвовали | не участвовали | не участвовали | не участвовали | не участвовали |
| 1999       | 26             | 6              | 0              | 0              | 6              |
| 2003—н. в. | не участвовали | не участвовали | не участвовали | не участвовали | не участвовали |

### Тихоокеанские игры
| Год       | Место          | Игры           | Победы         | Ничьи          | Поражения      |
| --------- | -------------- | -------------- | -------------- | -------------- | -------------- |
| 1963—1995 | не участвовали | не участвовали | не участвовали | не участвовали | не участвовали |
| 1999      | 3              | 7              | 3              | 0              | 4              |
| 2003      | 6              | 5              | 2              | 0              | 3              |
| 2007      | 8              | 5              | 0              | 0              | 5              |
| 2015      | 6              | 5              | 1              | 0              | 4              |
| 2019      | не участвовали | не участвовали | не участвовали | не участвовали | не участвовали |
| 2023      | 9              | 5              | 0              | 0              | 5              |

### Тихоокеанские мини-игры
| Год       | Место          | Игры           | Победы         | Ничьи          | Поражения      |
| --------- | -------------- | -------------- | -------------- | -------------- | -------------- |
| 1981—1989 | не участвовали | не участвовали | не участвовали | не участвовали | не участвовали |
| 1993      | 7              | 6              | 2              | 0              | 4              |
| 1997      | не участвовали | не участвовали | не участвовали | не участвовали | не участвовали |
| 2001      | 7              | 5              | 2              | 0              | 3              |
| 2009      | не участвовали | не участвовали | не участвовали | не участвовали | не участвовали |
| 2017      | 4              | 3              | 0              | 0              | 3              |